# Whatever it takes

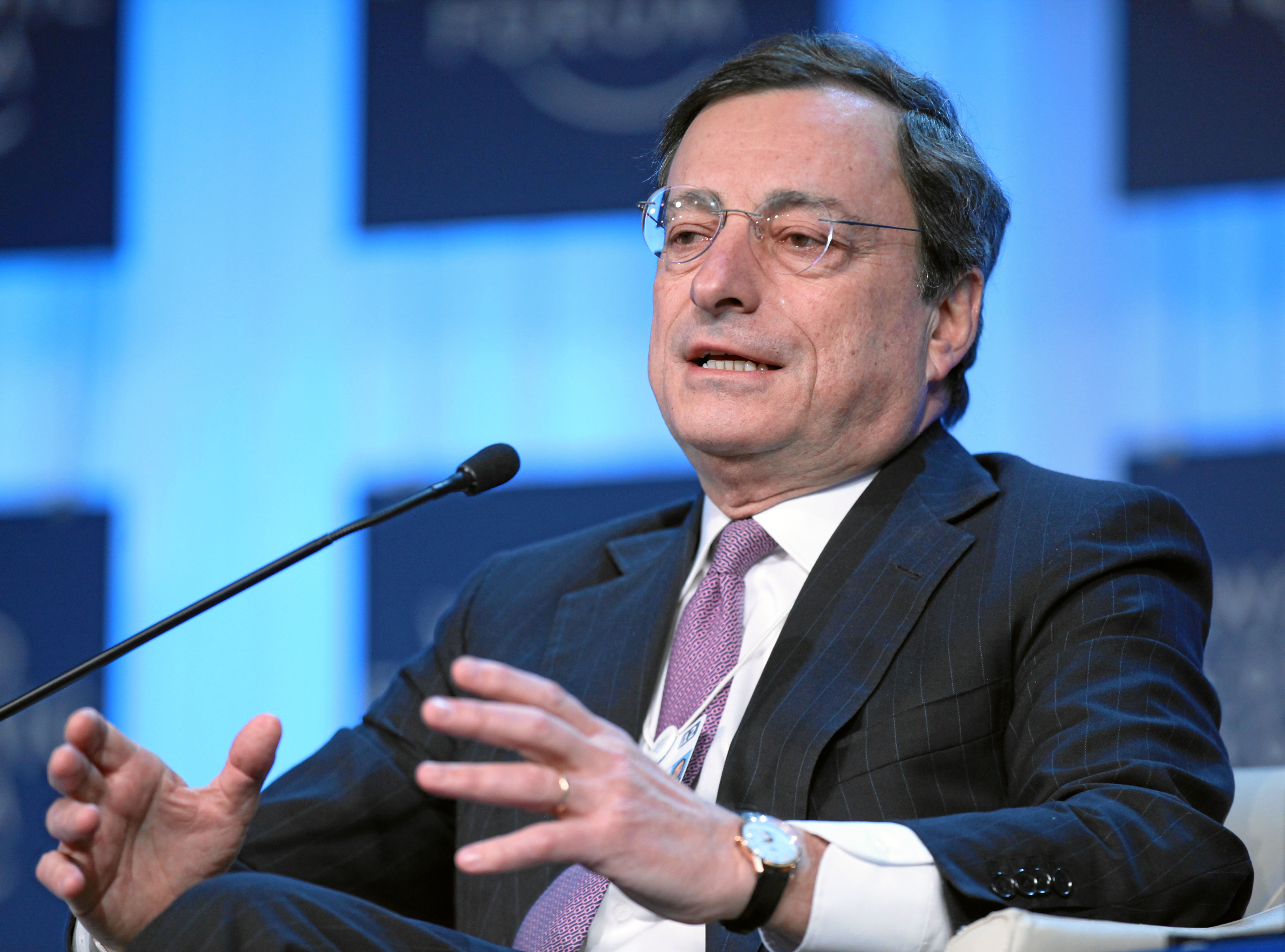
Mario Draghi, 2012

Whatever it takes (zu dt. etwa „Alles Notwendige“, „Was auch immer nötig ist“) ist eine Phrase, die auf eine Rede von Mario Draghi, dem damaligen Chef der Europäischen Zentralbank (EZB), zur Eurokrise zurückgeht und seitdem in unterschiedlichen Kontexten verwendet wurde. Erstmals fand die Phrase fünf Jahre bevor Draghi sie zum geflügelten Wort machte in dem Film Von Löwen und Lämmern (Regie: Robert Redford) in einem vergleichbaren Kontext Verwendung und wurde in einer kurzen Sequenz (1:04:34-36) für zwei Sekunden leinwandfüllend als Quintessenz eines Gesprächs der von Meryl Streep gespielten Journalistin Janine Roth mit dem fiktiven republikanischen Senator Jasper Irving (Tom Cruise) vom Notizblock der Journalistin visualisiert.  Als eigentlicher Urheber der Phrase wäre damit der Autor des Drehbuchs zu dem Film Matthew Michael Carnahan zu bezeichnen. Mit Draghi wurde es zu einer Art politischem Schlagwort, um zu betonen, dass in einer Krise alles Mögliche getan wird, um diese einzudämmen. In diesem Zusammenhang verwendete Draghi auch Begriffe wie Bazooka oder Dicke Bertha.

## Ursprüngliche Äußerung und Folgen
Am 26. Juli 2012 äußerte Mario Draghi die folgenden Worte:

“Within our mandate, the ECB is ready to do whatever it takes to preserve the euro. And believe me, it will be enough.”

„Im Rahmen unseres Mandats ist die EZB bereit, alles Notwendige zu tun, um den Euro zu erhalten. Und glauben Sie mir, es wird genug sein.“

Die durch die Eurokrise verunsicherten Finanzmärkte beruhigten sich daraufhin, dies wurde auch als Draghi-Effekt bezeichnet. Das Auspacken sehr großer geldpolitischer Instrumente wurde seitdem auch als geldpolitische Bazooka oder Dicke Bertha bezeichnet.
In der Financial Times verglich Gideon Rachman die drei Worte des „Römers“ Mario Draghi mit den drei Worten einen anderen „Römers“ Julius Caesar „veni vidi vici“.

## Weitere Verwendungen
Während der COVID-19-Pandemie wurde die Phrase mehrfach aufgegriffen.
So äußerte etwa Markus Söder, bayerischer Ministerpräsident, auf einer Pressekonferenz gemeinsam mit Bundeskanzlerin Angela Merkel am 12. März 2020:

„Was heute auch ganz wichtig war, ist die Zusage von uns allen: Wir werden alles tun, was notwendig ist – „Whatever it takes“ hat mal jemand in der Eurokrise gesagt –; Bund und Länder werden tun, was notwendig ist, egal in welcher Form sich das entwickelt.“

Söder unterstrich damit den Anspruch der Bundesregierung und der Landesregierungen, für die er sprach, alles Mögliche und Notwendige zu tun, um die Krise einzudämmen.
Auch Olaf Scholz, Vize-Kanzler und Finanzminister, benutzte die Phrase bzw. bezog sich auf sie auf einer Pressekonferenz gemeinsam mit Bundeswirtschaftsminister Peter Altmaier:

„Die Bundesregierung, ich, der Bundesminister für Wirtschaft, wir haben uns alle miteinander entschlossen, dass wir alles Mögliche tun, um dafür zu sorgen, dass wir diese Krise meistern können. Wir werden jedes Mittel nutzen, das uns zur Verfügung steht, und sicherstellen, dass wir diese schwierigen Zeiten mit aller unserer ökonomischer Möglichkeit durchstehen können und dafür sorgen, dass wir gut rauskommen aus der Situation. [...] Das, was wir hier machen ist erstmal – ich weiß nicht, ob man das hier sagen kann – aber das ist die Bazooka, mit der wir das Notwendige jetzt tun.“

Die Pressekonferenz wurde in Medien etwa als Scholz’ persönlicher „What-ever-it-takes-Moment“ oder als das „Whatever it takes“ der Bundesregierung bezeichnet.
„Das ist ein ,Whatever it takes' der Bundesregierung“, sagte auch etwa der Chefvolkswirt der DekaBank, Ulrich Kater, zu den Ankündigungen. Scholz bezog sich auch mit der Erinnerung an die Bazooka auf Draghi, der ein ähnliches Bild bereits 2012 verwendet hatte.
In Großbritannien äußerte sich Schatzkanzler Rishi Sunak ebenfalls häufig mit Bezug auf Draghis Whatever it takes.
Italiens Premier Giuseppe Conte nutzte den Ausdruck ebenfalls.
In den USA nutzte Anthony Fauci, ein Immunologe, den Ausdruck ebenfalls im Zusammenhang mit der Corona-Krise.
In Bezug auf die Bedrohungslage und die notwendigen Aufwendungen für die Verteidigung äußerte Friedrich Merz im März 2025 ebenfalls den Satz.